# بريندان جالواي
بريندان جالواي (بالإنجليزية: Brendan Galloway)‏ (17 مارس 1996 زيمبابوي - ) هو لاعب كرة قدم زيمبابوي، يلعب كمدافع.

## وصلات خارجية
بريندان جالواي على موقع الاتحاد الأوربي (الإنجليزية)
- بريندان جالواي على موقع قاعدة بيانات كرة القدم.إي يو (الإنجليزية)
- بريندان جالواي على موقع Soccerbase.com (لاعب) (الإنجليزية)
- بريندان جالواي على موقع Soccerway.com (الإنجليزية)
- بريندان جالواي على موقع عالم كرة القدم.نت (الإنجليزية)
- بريندان جالواي على موقع AS.com (الإسبانية)